# Mestni trg, Ljubljana
Mestni trg je eden izmed trgov v Ljubljani in osrednji trg v Stari Ljubljani pod Grajskim gričem (na desnem bregu Ljubljanice).
- Mestni, Stari in Gornji trg predstavljajo staro mestno jedro, medtem ko se je Novi trg razvil na levem bregu Ljubljanice.

## Zgodovina
Od 12. stoletja je Mestni trg najpomembnejši trg v mestu, saj se je tu nahajala stavba Mestna hiša ter več hiš uglednejših meščanskih družin.
Hiše, ki ležijo ob trgu, danes predstavljajo mešanico srednjeveške in baročne arhitekture, kar je posledica potresov in požarov, ki so prizadeli Ljubljano.
Med znamenitosti trga sodijo: Mestna hiša (Magistrat), Robbov vodnjak, Dolničarjeva hiša, Hamanova hiša, Krisperjeva hiša, Lichtenbergova hiša, Skobernetova hiša, Obrezova hiša, Souvanova hiša, Mestna galerija 1. V Krisperjevi hiši se je 30. maja 1816 rodila Julija Primic, muza pesnika Franceta Prešerna. V njej je v letih 1881 in 1882 stanoval tudi skladatelj Gustav Mahler.

## Položaj
Na severu se povezuje na Ciril-Metodov trg, medtem ko se na jugu povezuje s Pod trančo in Starim trgom. Leži skoraj vzporedno s Cankarjevim nabrežje in reko Ljubljanico ter se nahaja pod vznožjem Grajskega griča (tik pod Ljubljanskim Gradom)